# Нижнє Гірюніно
Нижнє Гірю́ніно (рос. Нижнее Гирюнино) — село у складі Балейського району Забайкальського краю, Росія. Адміністративний центр Нижньогірюнінського сільського поселення.

## Населення
Населення — 194 особи (2010; 248 у 2002).
Національний склад (станом на 2002 рік):
- росіяни — 99 %